# Willy Rampf
Willy Rampf (Düsseldorf, 20 de junho de 1953) é um ex-engenheiro de automóveis alemão. Ele atualmente é consultor técnico da Williams. Trabalhou anteriormente para as equipes da Sauber e BMW Sauber.

## Carreira
Rampf estudou Engenharia Automotiva na Universidade de Ciências Aplicadas de Munique, e trabalhou como engenheiro de desenvolvimento para BMW desde 1979. De 1989 até 1993, Rampf trabalhou para a BMW na África do Sul, onde descobriu a Fórmula 1.
A equipe Sauber estreou na Fórmula 1 no Grande Prêmio da África do Sul em 1993. Willy Rampf foi convidado para a corrida, e meio ano depois assinou um contrato para se tornar engenheiro de corrida da equipe Sauber.
Rampf foi engenheiro do piloto da Sauber Heinz-Harald Frentzen por três anos. Na temporada de 1997, ele trabalhou com os pilotos Nicola Larini, Norberto Fontana e Gianni Morbidelli. Ao fim da temporada de 1997, Rampf retornou à BMW, onde liderou o projeto de motocicleta para o Rali Dakar. O motociclista da BMW Richard Sainct venceu essa corrida.
Ao fim de 1999, Rampf retornou à Sauber, onde se tornou o diretor técnico em 1 de abril de 2000. Ele continuou no cargo após a compra da Sauber pela BMW em 2005, e após a retomada da equipe por Peter Sauber em 2009.
No primeiro semestre de 2010, Rampf decidiu por se aposentar, tendo sido substituido por James Key como diretor técnico da equipe Sauber.
Ele se juntou à Volkswagen Motorsport como diretor técnico em agosto de 2011, supervisionando o projeto do Polo R WRC.
Em 26 de março de 2021, foi anunciado que Rampf havia sido contratado pela equipe Williams como seu consultor técnico.